# Сейсмическая волна
Сейсмические волны — волны, переносящие энергию упругих (механических) колебаний в горных породах.  Источником сейсмической волны может быть землетрясение, взрыв, вибрация, удар, как и любое воздействие на горные породы, вызывающие в них появление упругих колебаний. Сейсмические волны изучаются в сейсмологии и разведочной геофизике. Для записи колебаний, вызываемых сейсмическими волнами, применяются автономные сейсморегистраторы или приёмники, подключённые к сейсмостанциям. Скорость распространения волн зависит от плотности и упругих модулей среды, в которой распространяется волна. Скорость сейсмических волн обычно убывает с уменьшением глубины; на уровне мантии — 13 км/с, в верхних слоях земной коры она составляет 1—8 км/с,. Частота сейсмических волн изменяется в диапазоне от долей до первых сотен герц (т.е. от инфразвука до ≈первой октавы).

## Типы сейсмических волн
Сейсмические волны подразделяются на объёмные и поверхностные.

### Объёмные волны
Объёмные волны  без ограничений распространяются во всём объёме геологической среды. Они делятся на продольные и поперечные.

#### P-волны
P-волны (первичные) — продольные, волны сжатия-растяжения.  Создают колебания, ориентированные вдоль луча волны. Обычно их скорость в два раза быстрее S-волн, проходить они могут через любые материалы. На нижней стороне границы Мохоровичича скорость P-волн приблизительно равна 8100 м/с, а в районе границы мантия-ядро достигает 13600 м/с.

#### S-волны
S-волны (вторичные волны) — поперечные волны. Частицы среды испытывают колебания перпендикулярно линии распространения волны. Жидкости не пропускают S-волны, это является одной из причин того, что землетрясение на корабле в море ощущается в виде вертикального толчка, словно корабль натолкнулся на подводный объект. На нижней стороне границы Мохоровичича скорость S-волн приблизительно равна 4400 м/с, а в районе границы мантия-ядро достигает 7300 м/с.

### Поверхностные волны
Поверхностные волны несколько похожи на волны воды, но в отличие от них они путешествуют по земной поверхности. Их обычная скорость значительно ниже скорости волн тела. Из-за своей низкой частоты, времени действия и большой амплитуды они являются самыми разрушительными изо всех типов сейсмических волн. 
Поверхностные волны бывают двух типов: волны Рэлея и волны Лява. В волнах Лява частицы колеблются в горизонтальной плоскости перпендикулярно направлению распространения волны. В волнах Рэлея частицы движутся по эллипсам вперед-вверх-назад-вниз относительно направления распространения волны. Поверхностная волна распространяется медленнее S-волны, при этом волна Лява быстрее волны Рэлея.

### P- и S-волны в мантии и ядре
Когда происходит землетрясение, сейсмографы вблизи эпицентра записывают S- и P-волны. Но на больших расстояниях обнаружить высокие частоты первой S-волны невозможно. Поскольку поперечные волны не могут проходить через жидкости, на основании этого явления Ричард Диксон Олдхэм выдвинул предположение, что Земля имеет жидкое внешнее ядро. По этому виду исследования в дальнейшем было выдвинуто предположение, что у Луны твёрдое ядро, но недавние геофизические исследования показывают, что оно ещё расплавлено.

## Использование P- и S- волн для локации землетрясения
В случае локальных или близлежащих землетрясений разница прибытия P- и S- волн может использоваться для обнаружения дистанции от события. В случае глобальных землетрясений четыре или более наблюдательных станций, синхронизированных по времени, записывают время прибытия P-волн. На основе этих данных можно вычислить эпицентр в любой точке планеты. Для определения гипоцентра используется больший объём данных (десятки или сотни записей прибытия P-волн с сейсмических станций).
Самый простой способ узнать место землетрясения в радиусе 200 км — это высчитать разницу в прибытии P- и S- волн в секундах и умножить её на 8. Но на телесейсмических[неизвестный термин] дистанциях этот способ не подходит, потому что высока вероятность того, что сейсмические волны углубились до мантии Земли и преломились, изменив свою скорость.

## Амплитуда сейсмической волны[6]
Амплитудой сейсмической упругой волны является максимальное значение смещения колеблющейся частицы горной породы относительно равновесного состояния. В зависимости от типа приёмника сейсмических колебаний амплитуда может быть равна максимальной скорости или ускорению колеблющихся частиц. После преобразования в приёмниках сейсмический сигнал становится электрическим, поэтому амплитуда выражается уже в мВ или в единицах АЦП. Эталона сейсмической волны в настоящее время не существует, поэтому вопрос об единице измерения амплитуды остаётся открытым и она полагается безразмерной.
В зависимости от полярности сейсмического импульса амплитуда волны может иметь положительное или отрицательное значение. Импульс с положительной амплитудой имеет полярность (порядок следования фаз) такой же как и у волны, создаваемой непосредственно источником, а импульс с отрицательной амплитудой — противоположный.
Амплитуда сейсмической волны зависит от плотности энергии в пространстве между фронтом и тылом, поэтому из-за перераспределения неизменной упругой энергии на всё больший объём, амплитуда волны уменьшается с удалением фронта волны от источника. Кроме того, на значение амплитуды влияет акустическая жёсткость (волновой импеданс), определяющий степень уменьшения амплитуды. В акустически жёстких средах амплитуда упругой волны падает, в акустически мягких — возрастает. Также амплитуда упругой волны прямо зависит от кинетической энергии, которые источник волны сообщает среде.